# Adriano Emperado
Adriano Emperado é o principal de cinco artistas marciais, que elaboraram o kajukenbo - o sistema de auto-defesa.
Emperado teve uma infância dura em Honolulu. Seu treinamento inicial de artes marciais estava na escrima, que mais tarde influenciou aspectos de som kajukenbo. Seguidamente, Emperado tornou-se interessado ao kempo e alcançou-se cinto preto de quinto grau sob a direção de William K. S. Chow.
No ano 1947, cinco artistas marciais, que se nomearam a Sociedade de Cinto Preto (Black Belt Society), encontraram-se em uma área de Honolulu sabida como o Cidade de Palama. O seu objectivo era: elaborar o sistema supremo de auto-defesa. Eram: Peter Y. Choo (o tangsudo - o karatê coreano), Frank Ordonez (o jiu-jitsu), Joseph Holck (o judô), Adriano Emperado (o kenpo e o escrima), e Clarence Chang (o wushu de Shaolin - "chinês boxe"). Após dois anos, estes cinco mestres marciais criaram um sistema que era muito eficaz em combates na rua. Este sistema derivou seu nome ("kajukenbo") das primeiras letras dos quatro estilos de que ele consistiu. Desde então, o kajukenbo adquiriu uma reputação como "a arte aperfeiçoada de luta suja na rua", como um membro disse.
A primeira escola do kajukenbo foi aberta no Cidade de Palama, e dirigida por Emperado e por seu irmão, Joe. A fim ser invencível em ruas, os estudantes tiveram treinamento realístico e brutal, e lutaram com pleno contato. Vários contusões eram um acontecimento diário, e o número de estudantes na escola logo diminuído aos alguns homens leais. A escola do Emperado deu vários instrutores futuros que tinham sucessos e influenciaram a comunidade internacional de artes marciais: Sid Asuncion, Tony Ramos, Charles Gaylord, Aleju Reyes, Joe Halbuna e Al Dacascos, a fim enumerate apenas alguma deles.
No ano 1959, Emperado começou a incorporar wushu no sistema de kajukenbo, movendo a ênfase do estilo duro do karatê a uma combinação de técnicas macias e duras. O Kajukenbo evoluiu num estilo aberto à melhoria e dispôs a aceitar o que é eficaz.
O kajukenbo moderno usa sua herança, mas preocupa-se com sua reputação como uma arte que foi preparada para qualquer combate na rua. Por causa de uma vida orientada para contribuições às artes marciais, a revista Black Belt Magazine (a Revista de Cintura Preta) nomeou Adriano Emperado seu Instrutor do Ano 1991.